# Шаяхметов, Койшы Шаяхметович
Койшы Шаяхметович Шаяхметов (1929, село Кызылшилик Нуринского района Карагандинской области — 1981, Караганда) — казахский советский журналист.

## Биография
Окончил Казахский государственный университет имени С. М. Кирова (1951), защитил дипломную работу «Очерки Габдола Сланова» (1951).
Работал заведующим отдела промышленности и транспорта в газете «Орталық Қазақстан» на протяжении 15 лет. Член КПСС с 1960 года, член Союза журналистов СССР. Награждён Почетной Грамотой Верховного Совета Казахской ССР.